# Eurycea braggi
Eurycea braggi é uma espécie de anfíbio caudado da família Plethodontidae. O seu estado de conservação ainda não foi avaliado pela Lista Vermelha da UICN. Está presente nos Estados Unidos.